# گری هریس
گری هریس (انگلیسی: Gary Harris؛ زادهٔ ۱۴ سپتامبر ۱۹۹۴) بازیکن بسکتبال اهل ایالات متحده آمریکا است.
از باشگاه‌هایی که در آن بازی کرده‌است می‌توان به دنور ناگتس اشاره کرد.